# August Neuhaus
August Neuhaus & Cie (auch Zigarrenfabrik Neuhaus genannt) war ein 1886 gegründeter deutscher Zigarrenhersteller. 1976 fusionierte das Unternehmen und trat danach unter dem Namen Zigarren-Union-Betriebsgesellschaft weiterhin auf.

## Firmengeschichte
1886 wurde das Unternehmen von Caspar August Neuhaus in Schwetzingen gegründet. Wegen steigender Absatzzahlen zog das Unternehmen schon 1891 in ein größeres Gebäude in Nähe der des heutigen Bahnhofs. Aus diesem Grunde wurde auch schon ab 1888 der erste Filialbetrieb in Neulußheim gegründet, ein Jahr später Rheinhausen im Breisgau, 1893 in Wiesental, später auch in Oftersheim, Wyhl, Kirrlach und Weiher. 1903 folgte ein Filialbetrieb in Dresden. Schon 1908 arbeiteten knapp 700 Frauen in den elf örtlichen Arbeitsstätten des Unternehmens.
Nach dem Tod des Gründers im Jahr 1926 übernahm sein Sohn Alfred Hugo Neuhaus das Unternehmen. 1936 wurden über 100 Millionen Zigarren mit über 1500 Mitarbeitern hergestellt. Der überwiegende Anteil der Angestellten bestand aus Frauen. Am Ende des Zweiten Weltkriegs kam die Produktion 1945 durch Bombentreffer zum Erliegen. Die Söhne von Alfred Hugo Neuhaus, Alfred Hubertus Neuhaus und Peter Neuhaus, nahmen die Herstellung nach dem Krieg wieder auf. Die August Neuhaus Zigarrenfabriken hatten drei große Produktionsstätten in Schwetzingen und Hockenheim und 14 Filialen im badischen und fränkischen Raum. Die bekannteste Marke war die Montan-Union.
Mitte der 1960er Jahre betrug der Umsatz noch zwischen 25 und 50 Millionen Mark. Damit gehörte die Firma zu den sieben großen Herstellern in Deutschland. 1976 erfolgte der der Zusammenschluss des Unternehmens mit der Firma Engelhardt in Witzenhausen zur „Zigarren-Union-Betriebsgesellschaft“. Damit verbunden war die Aufgabe des Firmensitzes in Schwetzingen. Die Gebäude existieren heute nicht mehr. Die August-Neuhaus-Straße erinnert noch an den Zigarrenhersteller.

## Firmenleitung
Die Leitung der Firma war bis zuletzt immer in den Händen der Familie Neuhaus. Diese waren wie folgt:

### Caspar August Neuhaus
Caspar August Neuhaus (1860–1926) war Gründer und zudem Mitglied des Deutschen Reichstags.

### Alfred Hugo Neuhaus
Alfred Hugo Neuhaus (* 9. Juli 1891 in Schwetzingen; † 20. März 1961 ebenda) übernahm nach dem Tod des Vaters die Firmenleitung. Unter seiner Führung erlebte das Unternehmen eine stetige Steigerung der Produktionszahlen; die Zahl der Mitarbeiter stieg unter ihm auf weit über 1500 Beschäftigte an. 1959 hatte er zudem einen Sitz im Beirat der Deutschen Bank Baden-Pfalz.

### Alfred Hubertus Neuhaus
Alfred Hubertus Neuhaus (1930–2016)  übernahm nach dem Tod von Alfred Hugo Neuhaus die alleinige Leitung des Unternehmens bis zum Zusammenschluss der Firma Engelhardt. Zudem war er von 1976 bis 1983 Mitglied des Deutschen Bundestages.